# Рафаел Осуна
Рафаел Осуна (на испански: Rafael Osuna Herrera) е мексикански тенисист.

## Биография
Рафаел Осуна е роден на 15 септември 1938 г. в Салинас Виктория, Мексико.

### Смърт
Загива на 30-годишна възраст при самолетна катастрофа на Mexicana Airlines, полет 704 на 4 юни 1969 година. Докато самолетът захожда към пистата удря земята на няколко мили от летището. Всичките 79 души на борда загиват.

## Кариера
През 1963 г. става първия и единствен мексикански тенисист № 1 в света в годишната класация (за аматьори). Той е шампион на сингъл от Откритото първенство на САЩ през 1963 г. и полуфиналист от същия турнир през 1961, 1962, 1964 и 1965 година. При двойките има три титли от Големия шлем, победител е на Уимбълдън от 1960 и 1963 г. и на Открито първенство на САЩ от 1962 г.
Завършва бакалавърска степен по бизнес администрация с пълна стипендия в Университета на Южна Калифорния (USC) през 1963 г. Като студент е шампион на сингъл от шампионата NCAA (Американско колежанско първенство) през 1962, шампион на двойки от 1961 до 1963 и отборно през 1962 – 63 г.
На летните олимпийски игри през 1968 г. в 	Мексико Сити печели демонстрациония тенис турнир на сингъл и на двойки с Висенте Заразуа.
През 1979 г. е включен в Международната тенис зала на славата.

## Кариерна статистика

#### Титли отГолям шлемна сингъл (1)
| година | турнир | съперник       | резултат      |
| ------ | ------ | -------------- | ------------- |
| 1963   | ОП САЩ | Франк Фрьолинг | 7–5, 6–4, 6–2 |

### Титли отГолям шлемна двойки (3)
| година | турнир    | съперници        | партньор                    | резултат                  |
| ------ | --------- | ---------------- | --------------------------- | ------------------------- |
| 1960   | Уимбълдън | Денис Ралстън    | Майк Дейвис Боби Уилсън     | 7–5, 6–3, 10–8            |
| 1962   | ОП САЩ    | Антонио Палафокс | Чък Маккинли Денис Ралстън  | 6–4, 10–12, 1–6, 9–7, 6–3 |
| 1963   | Уимбълдън | Антонио Палафокс | Жан-Клод Баркли Пиер Дармон | 4–6, 6–2, 6–2, 6–2        |

### Финали отГолям шлемна двойки (2)
| година | турнир | съперници        | партньор                   | резултат                 |
| ------ | ------ | ---------------- | -------------------------- | ------------------------ |
| 1961   | ОП САЩ | Антонио Палафокс | Чък Маккинли Денис Ралстън | 3–6, 4–6, 6–2, 11–13     |
| 1963   | ОП САЩ | Антонио Палафокс | Чък Маккинли Денис Ралстън | 7–9, 6–4, 7–5, 3–6, 9–11 |